# Woodson (Oregon)
Woodson az Amerikai Egyesült Államok északnyugati részén, Oregon állam Columbia megyéjében elhelyezkedő önkormányzat nélküli település.
Nevét a Westport-csatorna mentén fekvő Woods Landingről kapta. Utóbbi névadója egy Wood nevű férfi, aki a faanyagot a csatornán úsztatva juttatta el a szállítóhajókra.

## Fordítás
- Ez a szócikk részben vagy egészben  a   Woodson, Oregon című angol Wikipédia-szócikk ezen változatának fordításán alapul.  Az eredeti cikk szerkesztőit annak laptörténete sorolja fel. Ez a jelzés csupán a megfogalmazás eredetét és a szerzői jogokat jelzi, nem szolgál a cikkben szereplő információk forrásmegjelöléseként.